# Alessandro Cagno
Alessandro Umberto Cagno detto Sandrin (Torino, 2 maggio 1883 – Torino, 23 dicembre 1971) è stato un pilota automobilistico, pioniere dell'aviazione e pilota motonauta italiano.

## Biografia
Nato da famiglia di modesta condizione, all'età di 13 anni venne assunto come apprendista nell'officina "Storero", un'importante fabbrica torinese di carrozze, omnibus e bicicli che, sul finire del secolo, aveva iniziato a produrre tricicli a motore, su licenza della tedesca Daimler, denominati "Phoenix".
Ben presto dimostrò passione e abilità per la meccanica e venne scelto da Luigi Storero come suo meccanico nelle primissime competizioni per veicoli a motore. Occorre specificare che, a quei tempi, il meccanico seguiva la gara a bordo della vettura come secondo pilota.
Tra i clienti dell'officina occorre segnalare Giovanni Agnelli il quale, verso il giovane "Sandrin", mostrò sempre una particolare considerazione, prima raccomandandolo come apprendista alla Storero e, poi, reclutandolo per la sua nuova azienda; Cagno risulta essere il 3º operaio assunto dalla FIAT ed ha trascorso tutta la sua attività lavorativa, sportiva e commerciale nell'ambito dell'azienda torinese.
Venuto il momento di creare il reparto corse, nel 1901, Agnelli ne affidò a Luigi Storero la gestione, affiancandogli l'ormai indispensabile "Sandrin" e l'astro nascente Vincenzo Lancia.
Fu collaudatore Fiat e autista personale del senatore Giovanni Agnelli, primo a percorrere con un camion da Torino a Mosca, primo ad aprire una "commissionaria" Fiat a Torino e campione di motonautica e aeronautica. Alla Scuola di pilotaggio della Comina è istruttore di Giuseppe Rossi.  

## Attività agonistica
La sua prima gara la disputa a 18 anni piazzandosi secondo sul circuito belga delle Ardenne nel 1902. La prima vittoria arriva nel 1904 alla corsa in salita Susa-Moncenisio, seguita da quella della gara in salita al Monte Ventoux. Nel 1905, sempre guidando una FIAT, si piazza terzo all'ultima Gordon Bennett, dietro il compagno di squadra Nazzaro.
Nel 1906 la FIAT decise di non intervenire alla neonata Targa Florio e concesse a Cagno di parteciparvi al volante di una Itala. Cagno fu il primo vincitore di quella gara di gran fondo, destinata a diventare una delle competizioni più note e importanti a livello mondiale. 
Nel 1907, vinse la coppa della velocità sul circuito di Brescia, sempre alla guida di una Itala.
Ha concluso la sua carriera nel 1923.